# Польская национально-социалистическая партия
По́льская национа́льно-социалисти́ческая па́ртия (пол. Polska Partia Narodowo-Socjalistyczna) — партия, ориентировавшаяся на идеологию национального социализма. Её основал в 1934 году адвокат Владислав Обрембский. Издавала журнал «Свастика» (Swastyka). Партия была запрещена в 1937 году.
В руководство партии входили как поляки (Владислав Обрембский, Ф. Амброзяк, Х. Бартошевич, Б. Квецинский, П. Маслянка), так и немцы (А. Брандт, Й. Хиллер, А. Клинг, Ф. Лаус). В 1934 году отделения ПНСП были созданы, в частности, в Ленчицах, Кутне и Радогощах.